# 225 (szám)
A 225 (kétszázhuszonöt) a 224 és 226 között található természetes szám.

## A matematikában
- Harshad-szám
- Négyzetszám
- Nyolcszögszám.
- Huszonnégyszögszám.